# A Casa dos Budas Ditosos
A casa dos budas ditosos é um livro do escritor João Ubaldo Ribeiro, publicado inicialmente na série "Plenos Pecados" da Editora Objetiva, em 1999. O pecado-tema do livro é a luxúria.
O livro é narrado por uma mulher de 68 anos, nascida na Bahia, falando de sua própria vida, e de como jamais se furtou a viver - com todo o prazer e sem respingos de culpa - as infinitas possibilidades do sexo.

## Características
Na abertura da obra, Ribeiro diz que não é o autor do romance, mas um transcritor que coloca no papel os relatos de CLB, sob a forma de depoimento oral que foram gravados em fitas cassete, deixados com o porteiro do prédio onde João Ubaldo Ribeiro morava. Essa CLB, declarada católica-politeísta e pansexual, conta desde o primeiro contato íntimo até a sua velhice, percorrendo as transformações do comportamento sexual feminino da década de 40 até os dias de hoje.  
Assim como Ribeiro, CLB é uma baiana de bom nível socioeconômico, formada em Direito e fez mestrado na Califórnia, mas mora em um bairro nobre do Rio de Janeiro. 
O romance é um relato livre, conversando com o erotismo e a pornografia, e navega pelo deboche, não fica preso ao politicamente correto e denuncia que a sociedade se guia por intermédio de valores morais que se aproximam mais da hipocrisia. 
No final da obra, CLB diz estar doente e deseja que sua fala seja eternizada e que as mulheres leiam o que foi dito por ela. 

## Teatro
Foi adaptado para o teatro por Domingos de Oliveira em 2003, em forma de monólogo e encenado por Fernanda Torres. Apesar de algumas críticas negativas, principalmente pelo "teor sexual", a peça teve êxito de público. 

## Premiações
A atriz Fernanda Torres ganhou o Prêmio Shell em 2004 por sua interpretação neste monólogo.